# Очеретянка мінлива
Очеретянка мінлива (Hyperolius concolor) — вид земноводних з роду Очеретянка родини Жаби-стрибунці.

## Опис
Загальна довжина досягає 2,4—4 см. Спостерігається статевий диморфізм: самиця більша за самця. Голова середнього розміру. У самця довга загострена морда. Тулуб кремезний, стрункий. Кінцівки добре розвинені. Забарвлення спини у дорослих особин оливково-зелене, а черева — жовте. У молодих жаб спина світло-коричнева з численними темно-коричневими й світло-сірими облямованими плямами. У 16 місяців стає зеленим з лимонним черевом й коралово-червоними внутрішніми сторонами лап.

## Спосіб життя
Полюбляє тропічні вологі ліси, вологі савани, прісноводні болота, ставки. Активна вночі. Живиться дрібними безхребетними.
Самиця відкладає яйця, прикріплюючи їх до стеблин або листя водних рослин.

## Розповсюдження
Мешкає у західній Африці: від Гвінеї до Камеруну.